# Conophytum achabense
Conophytum achabense är en isörtsväxtart som beskrevs av S. Hammer. Conophytum achabense ingår i släktet Conophytum, och familjen isörtsväxter. Inga underarter finns listade i Catalogue of Life.